# Dorfkirche Karlsdorf

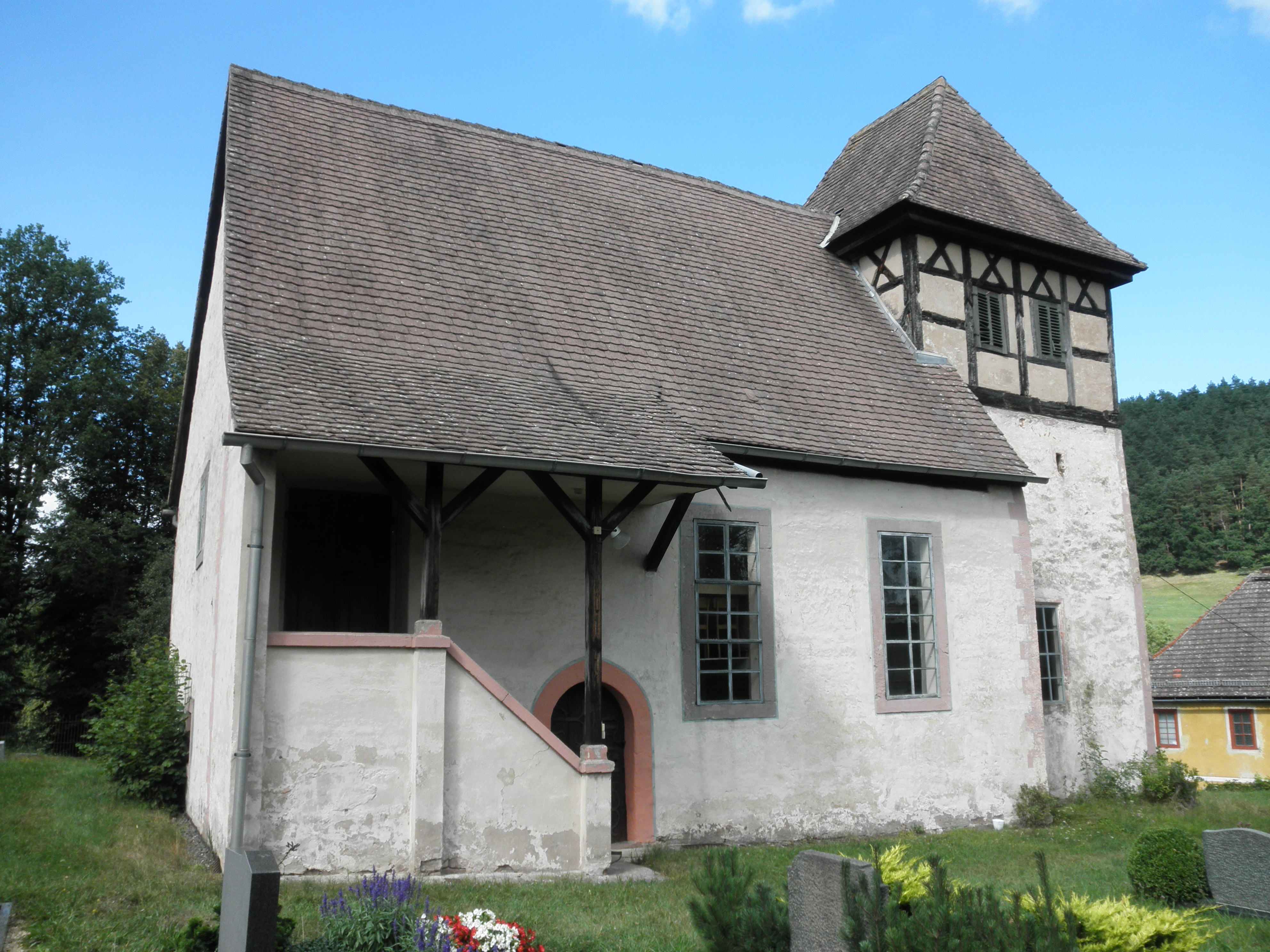
Dorfkirche Karlsdorf

Die Dorfkirche Karlsdorf steht in der Gemeinde Karlsdorf im Saale-Holzland-Kreis in Thüringen. Sie gehört zum Pfarrbereich Ottendorf im Kirchenkreis Eisenberg der Evangelischen Kirche in Mitteldeutschland.

## Lage
Die Dorfkirche Karlsdorf befindet sich im Nordwesten des Ortes.

## Geschichte
Die Herren von Lobdeburg-Elsterberg übereigneten 1363 den Ort an das Kloster Roda. Ein anderer Autor weist das Datum der urkundlichen Ersterwähnung am 21. Januar 1214 nach.
Man vermutet, dass im 13. Jahrhundert die romanische Kirche mit Chorturm errichtet worden ist. Sie weist noch Wehrcharakter auf, den sie wohl aus der Vorgängerkirche übernommen hat. Der Fachwerkaufsatz und das Walmdach des Kirchturms entstanden um 1719. Anstelle der romanischen Apsis wurde 1788 eine Sakristei angebaut.
In den Jahren 2001/2002 wurde der Innenraum saniert, 2003 folgte die Restaurierung von Kanzel und Beichtstuhl.

## Das Kircheninnere
Die Eingangstür zum Kirchenschiff trägt kreuzförmige Eisenbeschläge aus dem 16. Jahrhundert. Der Chor ist durch den Triumphbogen vom Kirchenschiff abgegrenzt.  Dieses hat eine dreiseitige Empore. Die barocke Kanzel mit Deckel stammt angeblich aus 1712. Ein lutherischer Beichtstuhl aus dem 18. Jahrhundert steht im Chorraum. An der Brüstung sieht man Gemälde zu den Themen Beichte und Vergebung.
Die Orgel von 1789 ist ein Werk von Christian Friedrich Poppe d. Ä. aus Roda.